# Liannan

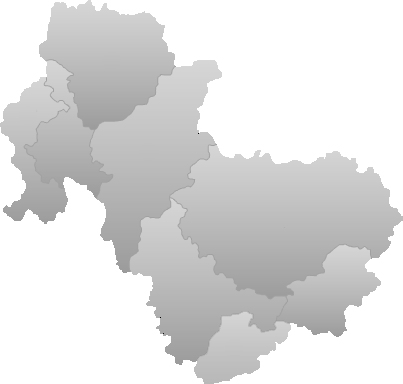
Lage des Autonomen Kreises Liannan im Gebiet der bezirksfreien Stadt Qingyuan

Der Autonome Kreis Liannan der Yao (chinesisch 连南瑶族自治县, Pinyin Liánnán Yáozú Zìzhìxiàn) ist ein autonomer Kreis der Yao im Verwaltungsgebiet der bezirksfreien Stadt Qingyuan in der südchinesischen Provinz Guangdong. Er hat eine Fläche von 1.289 km² und zählt 134.691 Einwohner (Stand: Zensus 2020). Sein Hauptort ist die Großgemeinde Sanjiang (三江镇).

## Administrative Gliederung
Auf Gemeindeebene setzt er sich aus sieben Großgemeinden zusammen. 